# We Need a Resolution
We Need a Resolution – rhytm and bluesowa kompozycja autorstwa Static Majora i Timbalanda zrealizowana na trzeci studyjny album amerykańskiej wokalistki Aaliyah zatytułowany – po prostu – Aaliyah. Jest to inauguracyjny, główny utwór promujący ową płytę, a także pierwszy singel wydany przez Aaliyah w nowym tysiącleciu.
Piosenka spotkała się z umiarkowanym sukcesem. Zajęła 20. pozycję w notowaniu UK Singles Chart oraz 30. na liście Canadian Hot 100.

## Listy utworów i formaty singla
UK CD Single
1. „We Need a Resolution (Album Version feat. Timbaland)” – 4:03
2. „Messed Up” – 3:37
3. „Are You Feelin’ Me?” – 3:11
4. „We Need a Resolution (Enhanced Video)” – 4:04

US CD and 12" Single
1. „We Need a Resolution (Album Version feat. Timbaland)” – 4:02
2. „We Need a Resolution (No Rap Version)” – 3:54
3. „We Need a Resolution (Instrumental)” – 4:02
4. „We Need a Resolution (A Cappella feat. Timbaland)” – 4:04

UK 12" Single
1. „We Need a Resolution (Album Version feat. Timbaland)” – 4:02
2. „We Need a Resolution (Instrumental)” – 4:02
3. „Messed Up” – 3:37

US 7" Single
1. „We Need a Resolution (Album Version feat. Timbaland)” – 4:03
2. „We Need a Resolution (Instrumental)” – 4:03

## Teledysk
Wideoklip do utworu „We Need a Resolution” został wyreżyserowany przez Paula Huntera. Jego premiera odbyła się na antenie muzycznych stacji telewizyjnych BET i MTV 26 kwietnia 2001.
Klip rozpoczyna się sceną, w której Aaliyah siedzi w ciemnym pomieszczeniu w czarnej sukni. Wokalistka pojawia się później na ekranie telewizora, gdzie wykonuje pierwszą zwrotkę piosenki, a śpiewając refren, leży na szklanym łożu i jednocześnie słucha muzyki na słuchawkach. Następne kadry ukazują Aaliyah z wężem owiniętym wokół szyi. W teledysku pojawia się również Timbaland, a gdy ten rapuje swoją partię tekstu, Aaliyah wykonuje układy taneczne ze swoimi tancerzami.
MTV uwzględniło wideoklip w zestawieniu najlepszych teledysków 2001 roku.

## Pozycje na listach przebojów
| Notowanie (2001)                     | Najwyższa pozycja |
| ------------------------------------ | ----------------- |
| U.S. Billboard Hot 100               | 59                |
| UK Singles Chart                     | 20                |
| Canadian Hot 100                     | 30                |
| Nederlandse Top 40                   | 37                |
| U.S. Billboard Hot 100 Airplay       | 50                |
| Latin Tropical/Salsa Airplay         | 31                |
| U.S. Billboard Hot R&B/Hip-Hop Songs | 15                |
| Rhythmic Top 40                      | 38                |